# King's Lynn and West Norfolk
King's Lynn and West Norfolk este un district nemetropolitan în Regatul Unit, în comitatul Norfolk din regiunea East, Anglia.

## Orașe din cadrul districtului
- Downham Market
- Hunstanton
- King's Lynn